# Riemanniaanse theorie

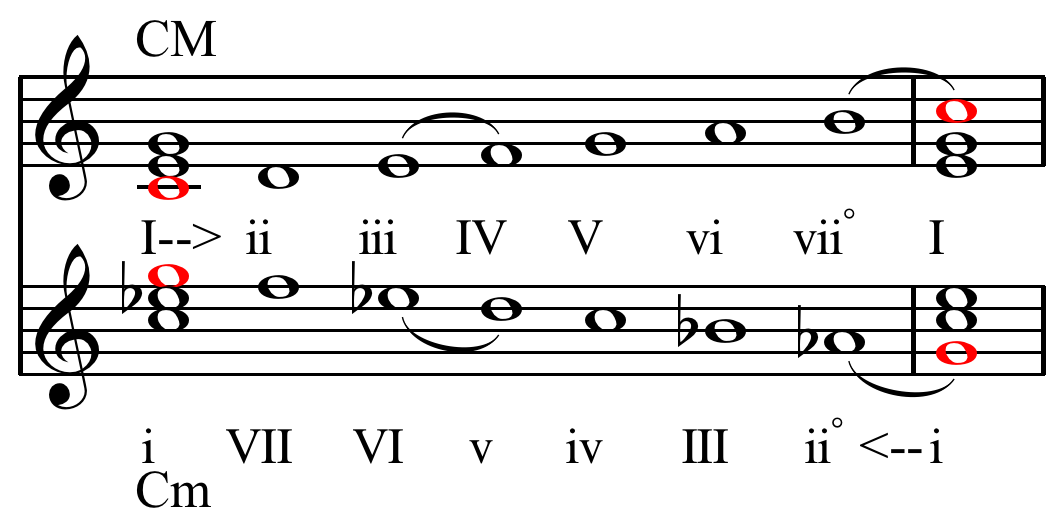
Illustratie van Riemanns ‘dualistische’ systeem: mineur als omgekeerde majeur. Halve stappen worden aangegeven door legatobogen, andere noten worden gescheiden door hele stappen. De hier getoonde dalende melodische mineur toonladder heeft dezelfde volgorde van halve stappen en hele stappen als de stijgende majeur toonladder.

De riemanniaanse theorie is de muziektheorieën van de Duitse theoreticus Hugo Riemann (1849–1919). Zijn theoretische geschriften bestrijken onderwerpen zoals muzikale logica, notatie, harmonie, melodie, fraseologie en de geschiedenis van de muziektheorie. In het bijzonder verwijst de term "riemanniaanse theorie" naar zijn harmonietheorie, die wordt gekenmerkt door zijn dualisme en door een concept van harmonische functies.

## Dualisme
Riemanns "dualistische" systeem voor het met elkaar in verband brengen van drieklanken is overgenomen van harmonieleertheoretici uit de 19e eeuw. De term "dualisme" verwijst naar de nadruk op de inversionele relatie tussen majeur en mineur, waarbij mineurdrieklanken worden beschouwd als "omgekeerde" versies van majeurdrieklanken; dit ‘harmonische dualisme’ (harmonische polariteit) veroorzaakt de hierboven beschreven richtingsverandering. Zie ook de verwante term utonaliteit.

## Transformaties
Riemann stelde een systeem van transformaties voor dat drieklanken rechtstreeks met elkaar in verband bracht. Het systeem van Riemann kende twee klassen transformaties: Schritt en Wechsel. Een Schritt transponeerde de ene drieklank in de andere en verplaatste deze een bepaald aantal toonladderstappen. De Quintschritt (letterlijk "vijfstappen" in een mengsel van Latijn en Duits) transponeerde bijvoorbeeld een drieklank met een reine kwint, waardoor C majeur werd getransformeerd in G majeur (omhoog) of F majeur (omlaag). Een Wechsel keerde een drieklank om volgens de theorie van het dualisme van Riemann, waarbij hij een majeur drieklank in een mineur drieklank bracht. Seitenwechsel (die Seiten wechseln vertaalt zich als "kanten uitwisselen") associeerde bijvoorbeeld een drieklank met zijn parallelle mineur of majeur, waarbij C majeur naar C mineur werd getransformeerd en omgekeerd. 
Riemanns theorie van transformaties vormde de basis voor de neo-riemanniaanse theorie, die het idee van transformaties uitbreidde tot buiten de fundamentele tonale drieklanken waar Riemann zich vooral mee bezighield.